# 貝克爾頁碼

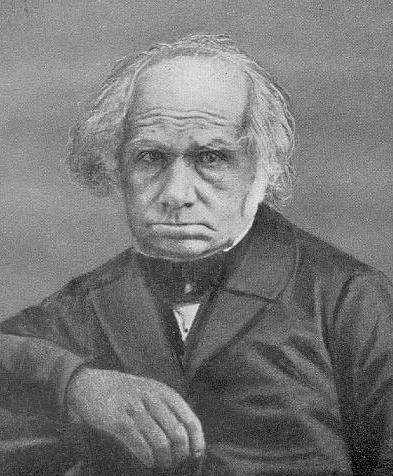
奧古斯特·伊曼紐爾·貝克爾像

貝克爾頁碼（德語：Bekker-Zählung）是現代研究亞里士多德著作的學者所使用的、國際間通用的引用頁碼，以普魯士科學院出版的《亞里士多德全集》爲準，得名於這套叢書的總編、古典文獻學家奧古斯特·伊曼紐爾·貝克爾。
與柏拉圖著作的史蒂芬奴斯頁碼有所不同的是，由於普魯士科學院版中每一卷書的頁碼從上一卷的末尾繼續計數，而非重新從1開始計數，所以每一部亞里士多德的作品頁碼之間互不重合。例如，1094a1 在貝克爾頁碼中專指《尼各馬可倫理學》的第一頁、第一小節、第一行，而不會與其他作品產生混淆。儘管如此，一般在引用亞里士多德著作時仍會在頁碼前給出作品的拉丁文或英文名，以方便讀者查詢。
除了貝克爾頁碼之外，另一種引用亞里士多德作品的方法由天主教神學（尤其是托馬斯主義研究者）所採用，其引用方式是書名、段數以及句數。然而當代的天主教神學作品中亦常會遵照通例給出貝克爾頁碼。